# Prádlo
Prádlo (deutsch Pradl) ist eine Gemeinde mit 215 Einwohnern in Tschechien. Sie liegt vier Kilometer nordöstlich der Stadt Nepomuk an der Úslava und gehört zum Okres Plzeň-jih. Die Katasterfläche beträgt 830 ha. Der Ort ist für seine Spirituosenherstellung bekannt.

## Geographie

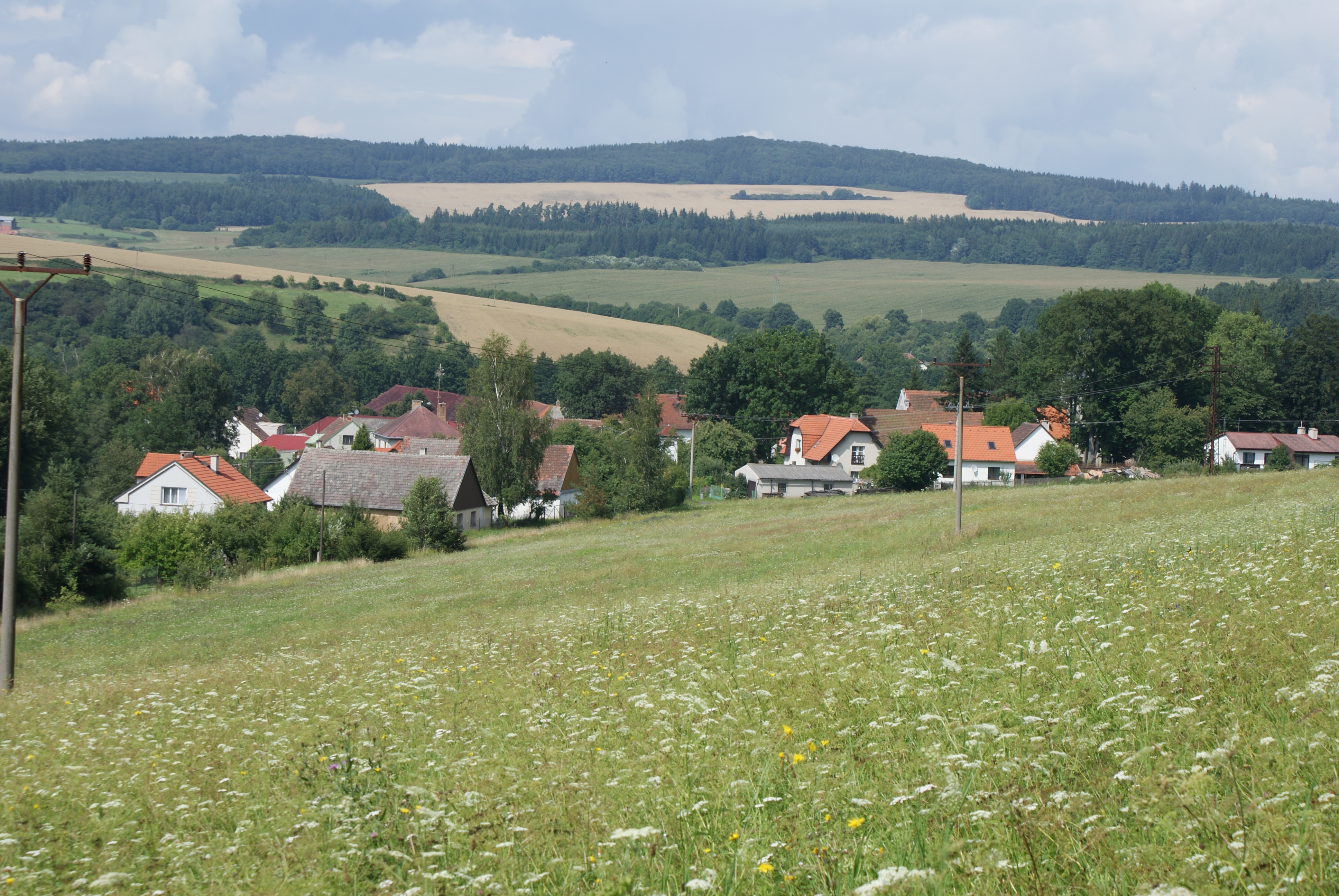
Blick auf Prádlo

Das Dorf befindet sich in 452 m ü. M. am Fuße des Berges Na Skalici (561 m) am rechten Ufer der Úslava. Im Osten wird Prádlo von der Europastraße 49/Staatsstraße 20 von Pilsen nach Nepomuk tangiert.
Nachbarorte sind Měcholupy im Norden, Dubeč und Klášter im Osten, Nepomuk im Südosten, sowie Novotníky, Kokořov und Žinkovy im Westen.

## Geschichte
Die erste urkundliche Erwähnung von Prádlo erfolgte im Jahre 1552. Der Ort ist jedoch wesentlich älter. Anhand von Funden aus dem Mittelalter befanden sich an der Úslava mehrere Goldwäschen.
Das Dorf gehörte wahrscheinlich zu den Besitztümern des Klosters Pomuk und kam nach dessen Zerstörung 1420 zusammen mit den meisten Dörfern der Umgebung zur Herrschaft Grünberg.
Zdeněk VI. von Sternberg, der 1556 die Herrschaft übernommen hatte, verkaufte 1561 das Dorf an Jiřík Kokořovec z Kokořov auf Šťáhlavy. Die Kokořovec z Kokořov ließen in Prádlo eine Feste errichten. Wegen seiner Beteiligung am Ständeaufstand musste der Grundherr Jan Adam Kokořovec 1622 seinen Besitz verpfänden.
Die berní rula weist für Prádlo fünf Häusler und fünf Gärtner nach. Die Kokořovec blieben bis in die 2. Hälfte des 17. Jahrhunderts Grundherren und vor 1675 kaufte Václav Vojtěch von Sternberg auf Schloss Grünberg die Gutsherrschaft Prádlo mit den zugehörigen acht Dörfern wieder zurück.
Nach der Ablösung der Patrimonialherrschaften wurde Prádlo 1850 zur selbständigen Gemeinde. 1857 wurde Prádlo Pfarrort, nachdem schon seit 1786 eine Filialkirche bestanden hatte. 1920 hatte Prádlo 449 Einwohner. Im selben Jahr erwarb der renommierte Spirituosenfabrikant Stock die Brennerei auf dem Guthof. 1944 stürzte beim Forsthaus Dubeč eine abgeschossene B-24 J Liberator der 15. USAAF ab, wobei der Pilot ums Leben kam.
Die frühere Mühle wurde 1990 zur Produktionsstätte für Kräuterliköre der Firma Jenčík a dcery umgebaut. Zusammen mit den Unternehmen Stock a.s. Plzeň-Božkov und L´OR Special Drinks, s.r.o. sind heute in Prádlo drei Spirituosenhersteller ansässig.

## Gemeindegliederung
Zur Gemeinde Prádlo gehören der Ortsteil Novotníky (Nowotnik) und die Einschichten Chvostule, Dubeč, Vovčín, Za Vodou und Zájezek.

## Sehenswürdigkeiten
- Die Kirche der Hl. Kreuzerhöhung wurde als gotisches Bauwerk im 13. Jahrhundert unter dem Patronat des Klosters Pomuk errichtet und während der Hussitenkriege beschädigt. Später erhielt sie eine barocke Neugestaltung und einen Turmanbau. 1882 erfolgte ein weiterer Umbau, bei dem auch das Schiff verlängert und der Turm erhöht worden ist.
- ehemaliger herrschaftlicher Hof mit einer stillgelegten, aus der alten Feste errichteten Brennerei
- Das im barocken und klassizistischen Stil erbaute Gehöft Dubeč aus dem Jahre 1790 liegt zwei Kilometer nordöstlich von Prádlo. Das Gut einschließlich der zugehörigen verwahrlosten Ländereien soll zum agrotouristischen Zentrum der Region ausgebaut werden.
- Denkmal für einen US-amerikanischen Piloten, an der Absturzstelle von 1944, nordwestlich von Dubeč
- Kapelle in Novotníky, erbaut im 19. Jahrhundert